# Iso H
Iso H, geboren als Carl Henrik Rosenberg (Helsinki, 11 januari 1979), is een Finse hiphopartiest.

## Loopbaan
Samen met Elastinen vormt hij de rapgroep Fintelligens. In 1998 kreeg de groep een platencontract bij Sony Music en in 2003 begon Fintelligens samen met de hiphopformatie Kapasiteettyksikkö een eigen platenmaatschappij, Rähinä Records. Na de successen met Fintelligens bracht Iso H een soloalbum uit: Lähella on pitkä matka.

## Discografie

### Fintelligens
- Renesanssi (2000)
- Tän tahtiin (2001)
- Kokemusten summa (2002)
- Nää Vuodet 1997-2003 (2003), verzamelalbum
- Collections (2007), verzamelalbum
- Lisää (2008)
- Mun tie tai maantie (2010)

### Soloalbums
- Lähella on pitkä matka (2007)